# 1500-meterløb (atletik)
 Der er for få eller ingen kildehenvisninger i denne artikel, hvilket er et problem. Du kan hjælpe ved at angive troværdige kilder til de påstande, som fremføres i artiklen.

1500-meterløb er et mellemdistanceløb i atletik. Disciplinen har været på det olympiske program siden OL i 1896 og var også på programmet ved det første VM i atletik. 
Kravene til løberne svarer til de krav, der stilles på 800 meter-løb, men med noget højere krav til aerob præstationsevne og lidt mindre krav til sprinthastighed. 1500 meter-løb er primært aerobt, men anaerob præstationsevne kræves også.
I moderne tid er det blevet nødvendigt næsten at sprinte hver runde og at holde en fart på under 55 sekunder per omgang. Selv om taktik er en væsentlig del af 1500-meteren, er fart og en god aerobisk kondition også en vigtig faktor. 
I 1980’erne var 1500-meterløbene domineret af britiske løbere, mens distancen i 1990’erne blev domineret af afrikanske løbere.

## Rekorder
Verdensrekorden for mænd: Hicham El Guerrouj 3:26,00, sat i Rom den 14. juli 1998.
Verdensrekorden for kvinder: Faith Kipyegon 3:49.11, sat i Firenze den 2. juni 2023.
I august 2023 satte Sofia Thøgersen som blot 18-årig dansk kvinderekord i tiden 4.05,34 ved VM i atletik.